# ФК Жетису
ФК Жетису (Жетісу Талдықорған Футбол Клубы) је казахстански фудбалски клуб из града Талдикорган. Учесник је Премијер лиге Казахстана од када је она основана, 1992.. 

## Бивши називи клуба
- 1981 : Основан је као Жетису
- 1993 : Талдқорған
- 1994 : Қајнар
- 1998 : Жетису-Промсервис
- 1999 : Жетису

## Успеси
- Премијер лига Казахстана
  - Другопласирани (1): 2011.

- Друга лига Казахстана
  - Победник (1): 2006.

## ФК Жетису у европским такмичењима
| Сезона  | Такмичење     | Рунда       | Клуб              | Кући | Гост | Укупно |
| ------- | ------------- | ----------- | ----------------- | ---- | ---- | ------ |
| 2008    | Интертото куп | 1. коло     | Хонвед Будимпешта | 1:2  | 2:4  | 3:6    |
| 2012/13 | УЕФА куп      | 1. коло кв. | ФК Лех Познањ     | 1:1  | 0:2  | 1:3    |

## Стадион
Утакмице се играју на стадиону " Жетису" (изграђена 1982. године, са игралиштем димензија - 105 х 70 м, капацитет трибина - 5550 места, пластична седишта)